# In einem Land vor unserer Zeit VII – Der geheimnisvolle Zauberstein
In einem Land vor unserer Zeit VII – Der geheimnisvolle Zauberstein ist ein Zeichentrickfilm. Regie führte Charles Gosvenor. Der Film ist im Jahr 2000 in den USA erschienen. Er stammt von Universal Pictures.

## Handlung
Littlefoot beobachtet, wie ein riesiger glühender Zauberstein in die rauchenden Berge herabstürzt. Als er die Begebenheit daheim erzählt, will ihm zunächst kein einziger glauben. Nur der alte Pterano vertraut ihm; gemeinsam mit seinen Freunden Cera, Spike, Ducky und Petrie machen sie sich auf einen gefährlichen Weg in die Berge. Ein neues Abenteuer wartet auf die Freunde. Wieder einmal geht daraus hervor, dass Freundschaft viel mehr an Bedeutung hat, als alle Zaubersteine der Erde zusammen.

## Charaktere
| Rolle                        | Gattung     | Englischer Sprecher | Deutscher Sprecher        |
| ---------------------------- | ----------- | ------------------- | ------------------------- |
| Littlefoot                   | Apatosaurus | Thomas Dekker       | Constantin von Jascheroff |
| Cera                         | Triceratops | Anndi McAfee        | Magdalena Turba           |
| Petrie                       | Pteranodon  | Jeff Bennett        | Wolfgang Ziffer           |
| Spike                        | Stegosaurus | Rob Paulsen         | Mario von Jascheroff      |
| Littlefoots Großvater        | Apatosaurus | Kenneth Mars        | Karl Schulz               |
| Littlefoots Großmutter       | Apatosaurus | Miriam Flynn        | Rita Engelmann            |
| Ceras Vater                  | Triceratops | John Ingle          | Helmut Krauss             |
| Erzähler                     |             | John Ingle          | Roland Hemmo              |
| Pterano                      | Pteranodon  | Michael York        | K. Dieter Klebsch         |
| Regenbogengesicht (männlich) |             | Charles Kimbrough   | Lutz Mackensy             |
| Rinkus                       |             | Rob Paulsen         | Santiago Ziesmer          |
| Sierra                       |             | Jim Cummings        | Raimund Krone             |